# Rapina al Cairo
Rapina al Cairo (Cairo) è un film del 1963 diretto da Wolf Rilla e interpretato da George Sanders.

## Analisi
La pellicola è il terzo adattamento cinematografico del romanzo La giungla d'asfalto (The Asphalt Jungle) scritto da W. R. Burnett nel 1949. Le due precedenti versioni sono: Giungla d'asfalto (The Asphalt Jungle) del 1950 diretto da John Huston (in bianco e nero) che ricevette 4 nomination al premio Oscar e Gli uomini della terra selvaggia (The Badlanders) girato in chiave western da Delmer Daves nel 1958 e interpretato da Alan Ladd.